# Okavango Valles
Le Okavango Valles sono una struttura geologica della superficie di Marte.